# Orø (eiland)
Orø is een eiland in het Isefjord in Denemarken, bij de op Seeland gelegen havenstad Holbæk.
Er is een kabelpont naar Hammer Bakke bij Vellerup en een veerboot naar Holbæk.